# Młynówka (Bydgoszcz)

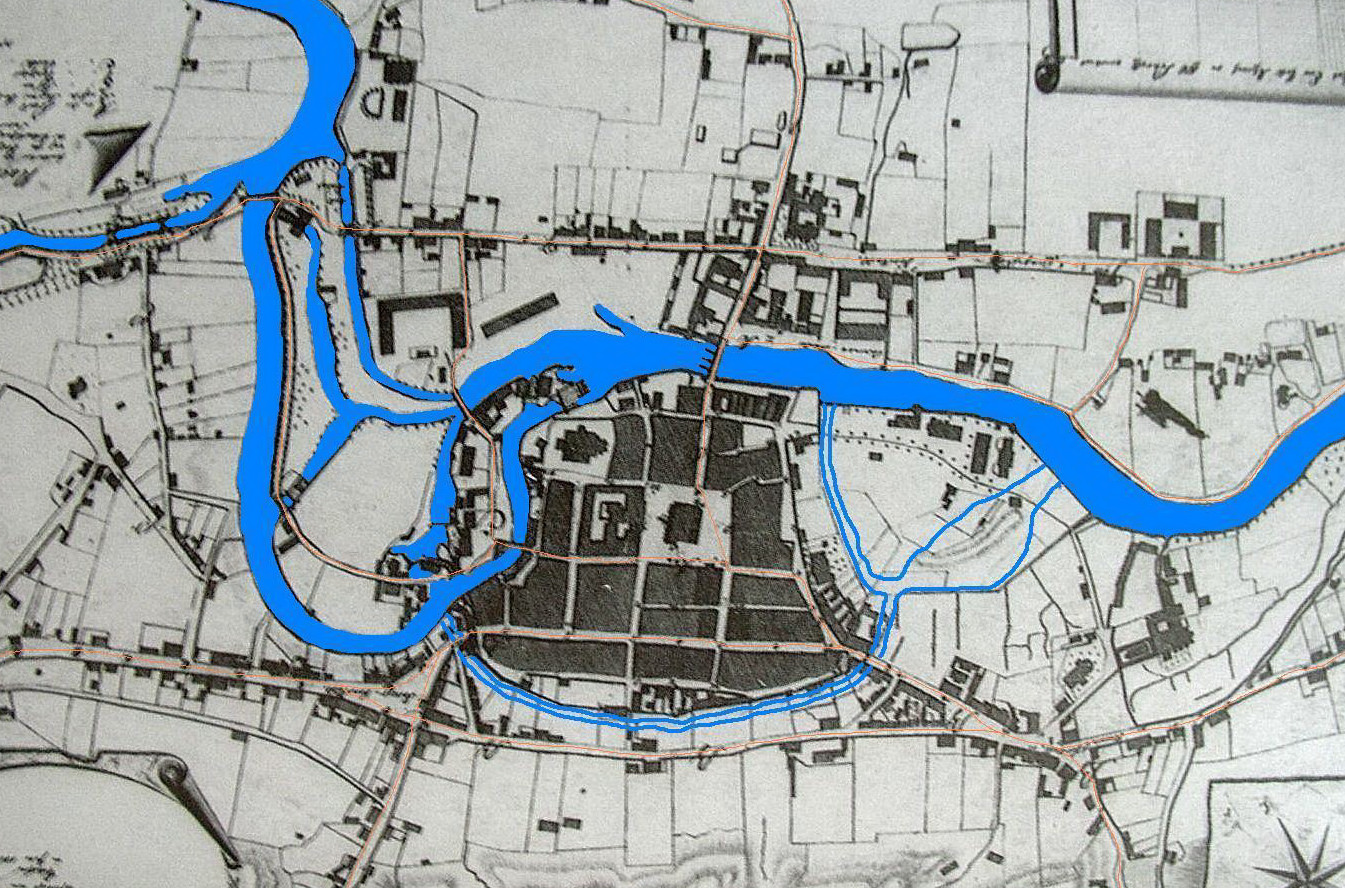
Plan Bydgoszczy z 1800 r. z Młynówką jako głównym nurtem rzecznym

Brda Młyńska, Młynówka – dawne koryto rzeki Brdy opływające Wyspę Młyńską w Bydgoszczy

## Położenie
Młynówka jest dawnym korytem rzeki Brdy. Przepływa od Śluzy Miejskiej do Jazu Farnego ograniczając od zachodu, południa i wschodu Wyspę Młyńską.

## Historia
Młynówka jest pierwotnym korytem rzeki Brdy. Po lokacji miasta Bydgoszczy w 1346 r., prawdopodobnie jeszcze w XIV wieku dokonano przekształcenia układu wodnego w obszarze przylegającym od zachodu do miasta lokacyjnego.
Aby uzyskać siłę napędową na koła młyńskie (młyny królewskie pobudowano dowodnie przed 1400 r.) spiętrzono rzekę Brdę o kilka metrów poprzez
- pogłębienie starorzecza (kanału spławnego) w miejscu dzisiejszego głównego nurtu Brdy (w zakolu przy operze),
- budowę jazu Farnego o dzisiejszej lokalizacji,
- budowę śluzy na spław tratew drzewa (przy klasztorze karmelitów).

Podpiętrzenie Młynówki sprzyjało utrudnieniu dostępu do miasta od zachodu, a także umożliwiło zasilanie fosy pod murami miasta. Kanał spławny wraz ze śluzą był czynny przez kilka wieków aż do jego likwidacji podczas przebudowy zakola Brdy przez władze pruskie (plan geodety Heermana 1789 r.)
Budowa Kanału Bydgoskiego, Śluzy Miejskiej oraz związany z tym wzrost żeglugi na Brdzie oraz potrzeba stworzenia akwenu postojowego dla barek spowodowały późniejsze kilkukrotne poszerzanie zakola Brdy (dawnego kanału spławnego). Stał się on głównym, szerokim nurtem rzecznym, podczas gdy Młynówka pozostała mniejszą odnogą boczną.

## Charakterystyka
Poziom wody w Młynówce jest ok. 3 m wyższy niż w Brdzie poniżej Śluzy Miejskiej. Wobec tego połączenie Młynówki z Brdą następuje w:
- jazie Ulgowym,
- jazie Farnym,
- kanale - przepławce dla ryb,
- małej elektrowni wodnej „Kujawska”,
- kanału Międzywodzie w formie kaskady wodnej.

Rzeka Młynówka jest malowniczym ciekiem o wartkim nurcie i czystej wodzie. Brzegi porastają okazałe drzewa oraz odbijają swoje wizerunki kamienice Wenecji Bydgoskiej. Prawym brzegiem rzeki prowadzi tzw. bulwar wenecki wciśnięty między ściany kamienic a rzekę - z brukowaną nawierzchnią i metalowymi, stylowymi barierkami.